# جیلانی کامران
پروفسور جیلانی کامران (متولد غلام جیلانی؛ ۲۴ اوت ۱۹۲۶ – ۲۲ فوریه ۲۰۰۳)، همچنین با املای گیلانی کامران، شاعر، منتقد، معلم پاکستانی و رئیس کالج مسیحی فورمن در بخش انگلیسی بود. او حدود سی و پنج کتاب به رشتهٔ تحریر درآورد که شامل اشعار و برخی ژانرهای نامشخص بود و همچنین به خاطر ترجمه نشریات خواجه غلام فرید، شاعر صوفی قرن نهم به انگلیسی اعتباری برای خود کسب کرد.

## سنین جوانی و تحصیل
او با نام غلام جیلانی در ناحیه پونچ در ایالت شاهزاده جامو و کشمیر، هند بریتانیا به دنیا آمد. او مدرک فوق لیسانس خود را در زبان انگلیسی از دانشگاه پنجاب و کارشناسی ارشد هنر (Hons) را از دانشگاه ادینبورگ دریافت کرد.